# Martín Bueno
Martín Bueno Imbrenda (Montevideo, 19 luglio 1991) è un calciatore uruguaiano, attaccante dei Miramar Rangers.

## Carriera
In carriera ha giocato tre partite nella fase a gironi dell'OFC Champions League, realizzandovi anche sei reti.